# 白毛羊胡子草
白毛羊胡子草（学名：Eriophorum vaginatum）为莎草科羊胡子草属下的一个种，分佈於北半球苔原。

## 扩展阅读
- 維基物種上的相關：白毛羊胡子草